# 조아킹 시사누

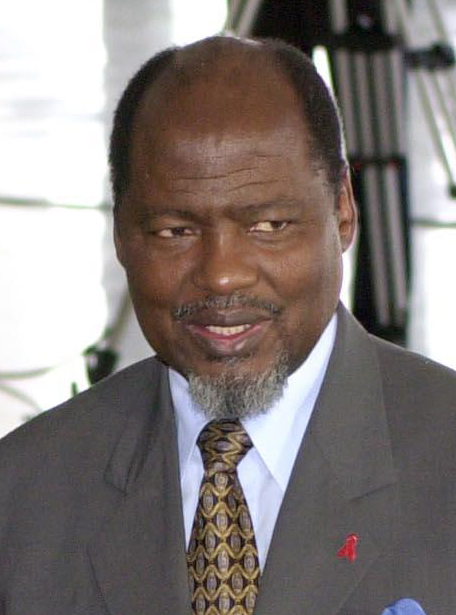
조아킹 시사누

조아킹 알베르투 시사누(포르투갈어: Joaquim Alberto Chissano, 1939년 10월 22일 ~)는 모잠비크의 정치인이다. 1986년 ~ 2005년 사이 19년간 모잠비크의 제2대 대통령으로 재임하였다. 대통령 퇴임 후 시사누는 원로 정치인으로 유엔 등에서 활동하며 국제 외교 무대에서 업적을 남기고 있다. 현재 조아킹 시사누 재단의 의장이며 아프리카 전직 국가 수반 포럼의 대표이다.

## 젊은 시절
조아킹 시사누는 과거 포르투갈의 식민지였던 모잠비크(당시에는 포르투갈령 동아프리카) 가자주 시부투에서 태어났다. 시사누는 이 식민지의 유일한 고등학교(리세)인 로렝수마르크스(현재의 마푸투)에 있는 살라자르 리세에 다닌 최초의 흑인 학생이었다. 그 곳에서 그는 모잠비크인 "아프리카 중등학교 학생 조직" (NESAM)의 지도자가 되었다. 중등 교육을 받은 후 그는 리스본 대학교 의학부에서 의학을 공부하기 위해 포르투갈로 건너갔다. 그의 정치 활동 경력으로 인해 그의 학업은 중단되었고 프랑스를 경유해 탄자니아로 탈출했다.

## 자유의 투쟁자
조아킴 치사노는 1960년대 동안 파리에서 모잠비크 해방전선을 대표했다. 그는 그곳에서 모잠비크 해방전선 당의 마르크스주의자 파벌을 급진적이고 온건하게 조화시키기 위해 일했던 조용한 외교관으로서 알려졌다.
그는 포르투갈 식민정부와 당시 다양한 포르투갈 식민지 전쟁에 관여했던, 이스타두 노부의 독재 체제에 반대하는 모잠비크 독립 전쟁에서 싸우기위해 떠났다. 자유의 투쟁과 포르투갈에서 카네이션 혁명의 결과로서 모잠비크가 마침내 1975년에 독립을 성취했을 당시에, 치사노는 소장의 계급에 올랐다.
모잠비크의 새로운 대통령, 사모라 마셸은 그를 외무부 장관으로 지명했으며 그 자리에서 11년동안 재임하게 된다. 1974년에, 그는 모잠비크 독립을 위한 길을 포장했던 루사카 회담에 참여했으며 그 후에 과도 정부의 총리가 되었다.

## 대통령
조아킹 시사누는 사모라 마셸의 대통령기가 남아프리카 공화국에 있는 산악 지역에 충돌 했을 때인 1986년에 대통령이 되었다.
모잠비크 민족저항운동 반역자들이 정규 정당이 되었던 모잠비크 내전 후, 그는 1994년과 1999년에 다시 다수당 선거에서 승리했다. 1999년에,그는 이전 반란군 지도자 아폰소 드라카마를 52.3% 대 47.7%로 패배시켰다. 치사노는 2003년 7월부터 2004년 7월까지 아프리카 연합의 의장으로 재임했다.
시사누는 2004년 선거에 출마하지 않았다. 모잠비크 해방전선은 대신에 대통령 후보로서 드라카마를 패배시켰던 아르만두 게부자를 선택했다.
시사누는 2005년 2월에 그의 임기를 끝으로 대통령 자리에서 떠났다.

## 초월명상
1992년에, 조아킹 시사누는 초월명상 기술을 배웠다. 시사누는 "내가 처음 스스로 초월명상을 시작하고, 그 후 나의 가까운 가족, 나의 내각 장관들, 나의 정부 관리와 나의 군대에게 소개해줬다. 그 결과는 나의 나라에 정치적 평화와 사실상 균형을 이루었다."

## 은퇴
2006년 12월 4일에, 국제 연합 사무총장 코피 아난은 시사누를 신의 저항군(LRA)와 함께 진행 중인 투쟁에 포괄적인 정치적 해결을 가져오기 위한 노력으로, 북 우간다와 남부 수단에 사무총장 특사로 임명했다. 치사노는 (당시 엘리안 두서이트가 이끌었던) 국제 연합 인도주의업무조정국, LRA 지도자 조셉 코니와 LRA의 다른 4명의 상급 구성원을 기소했던, 국제 형사 재판소와 밀접하게 연락했었다.
2007년 10월 22일에 런던에서 열린 시사누의 68번째 생일에서, 전 UN 사무총장 코피 아난은 그가 모 이브라힘 재단에 의해 〈Prize for Achievement in African Leadership〉과 함께 5백만 달러를 수여받았으며 이 상은 뛰어난 통치력을 보여준 전 아프리카의 지도자에게 주어진다고 발표했다. 모 이브라힘 재단에 의해 매년 수여될, 그 오백만 달러의 상은 10년에 걸쳐 지불되며, 그 후에 매년 20만달러를 수상자에게 준다.
또한 조아킴 치사노는 마드리드 클럽의 회원이기도 하다.

## 역대 선거 결과
| 선거명      | 직책명            | 대수 | 정당              | 득표율 | 득표수      | 결과 | 당락 |
| ----------- | ----------------- | ---- | ----------------- | ------ | ----------- | ---- | ---- |
| 1994년 선거 | 모잠비크의 대통령 | 2대  | 모잠비크 해방전선 | 53.30% | 2,633,740표 | 1위  |      |
| 1999년 선거 | 모잠비크의 대통령 | 2대  | 모잠비크 해방전선 | 52.29% | 2,338,333표 | 1위  |      |

## 같이 보기
- 포르투갈 식민지 전쟁